# گنسول‌کندی
گنسول‌کندی روستایی است که در استان اردبیل، شهرستان اردبیل، بخش مرکزی، دهستان سردابه قرار دارد.

## جمعیّت
بر اساس سرشماری سال ۱۳۸۵ جمعیّت این روستا ۶۰۳ نفر با ۱۳۴ خانوار بوده‌است.